# Гуманістичний демократичний центр
Гуманістичний демократичний центр (нід. Centre démocrate humaniste, CD&V) — бельгійська валлонська християнсько-демократична політична партія. Партія була створена у 2001 році. Партія має 9 місць із 150 у Палаті представників Федерального парламенту Бельгії. Партія входить до Європейської народної партії.

## Історія